# Vepščina
Vepščina, poznana tudi kot Vepsjanščina (vepsän kel, vepsä) je finski jezik iz uralske jezikovne družine, ki ga govorijo Vepsi. Tesno je soroden finščini ter karelščini, zapisuje pa se v latinični pisavi. Po sovjetskih statističnih podatkih se je konec leta 1989 za etnične Vepse samoopredelilo 12.500 ljudi. Leta 2010 se je za etnične Vepse samoopredeljevalo 5.900 oseb, jezik pa je imel približno 3.600 maternih govorcev.
Jezik se deli na tri narečja glede na lokacijo govorca: na severno vepščino ob Oneškem jezeru, južno od Petrozavodska, severno od reke Svir, vključno z nekdanjo občinsko avtonomijo Vep, srednjo vepščino na vzhodu Leningrajske in na severozahodu Vologdske oblasti in južno vepščino v Leningrajski oblasti. Severno narečje se zdi najbolj izrazito od vseh treh, vendar je še vedno precej razumljivo govorcem drugih dveh narečij. Govorci severnega narečja sebe imenujejo 'Ludi' (lüdikad) ali 'lüdilaižed'.
V Rusiji se vepščine uči več kot 350 otrok v petih narodnih šolah.